# Должанское сельское поселение (Белгородская область)
Должа́нское се́льское поселе́ние — муниципальное образование в составе Вейделевского района Белгородской области Российской Федерации.
Административный центр — село Долгое.

## История
Должанское сельское поселение образовано 20 декабря 2004 года в соответствии с Законом Белгородской области № 159.

## Население
| 2010  | 2011  | 2012  | 2013  | 2014  | 2015  | 2016  | 2017  | 2018  |
| ----- | ----- | ----- | ----- | ----- | ----- | ----- | ----- | ----- |
| 1362  | ↘1353 | ↘1315 | ↘1263 | ↘1215 | ↘1176 | ↘1122 | ↘1111 | ↘1108 |
| 2019  | 2020  | 2021  |       |       |       |       |       |       |
| ↘1071 | ↘1048 | ↗1365 |       |       |       |       |       |       |

## Состав сельского поселения
| № | Населённый пункт | Тип населённого пункта       | Население |
| - | ---------------- | ---------------------------- | --------- |
| 1 | Артеменков       | хутор                        | ↘0        |
| 2 | Долгое           | село, административный центр | ↘910      |
| 3 | Луговое          | посёлок                      | ↘106      |
| 4 | Погребицкий      | хутор                        | ↘41       |
| 5 | Потоловка        | село                         | ↘35       |
| 6 | Ромахово         | хутор                        | ↘227      |
| 7 | Россошь          | хутор                        | ↘41       |
| 8 | Рящин            | хутор                        | ↘2        |